# Митчелл, Марта
Марта Митчелл (англ. Martha Mitchell; 2 сентября 1918 года, Пайн-Блафф, Арканзас, США — 31 мая 1976 года, Нью-Йорк, США) — американская общественная деятельница, жена генерального прокурора Джона Ньютона Митчелла. Известна в первую очередь в связи со своей активной позицией во время Уотергейтского скандала.

## Биография
Марта Элизабет Белл родилась 2 сентября 1918 года в Пайн-Блаффе, Арканзас, в семье Джорджа В. Белла, брокера хлопка, и Ари Белл Фергюсон. У неё была дислексия, Марта увлекалась искусством и мечтала стать актрисой. Окончив в 1937 году местную школу, Марта поступила в колледж Стивенс в Колумбии, Миссури, где изучала актёрское мастерство у Мод Адамс. Однако семья не позволила ей следовать мечте.
Марта перевелась в Университет Арканзаса в Фейетвилле, а год спустя — в Университет Майами. Она получила степень бакалавра искусств в области истории, год проработала школьной учительницей в Мобиле, Алабама, но оставила эту профессию, заявив, что ненавидит её. В 1945 году Белл вернулась в Пайн-Блафф и начала работать секретарём в местном арсенале. Вскоре её перевели в Вашингтон. 5 октября 1946 года Белл стала женой армейского офицера Клайда Дженнингса. Супруги поселились в городе Рай, Нью-Йорк. Дженнингс вскоре уволился из армии и стал разъездным продавцом сумок. В 1947 году Марта родила сына, Клайда Джея. В 1956 году супруги расстались, а в августе 1957 года развелись. По словам Белл, причиной тому стали постоянные разъезды её мужа.

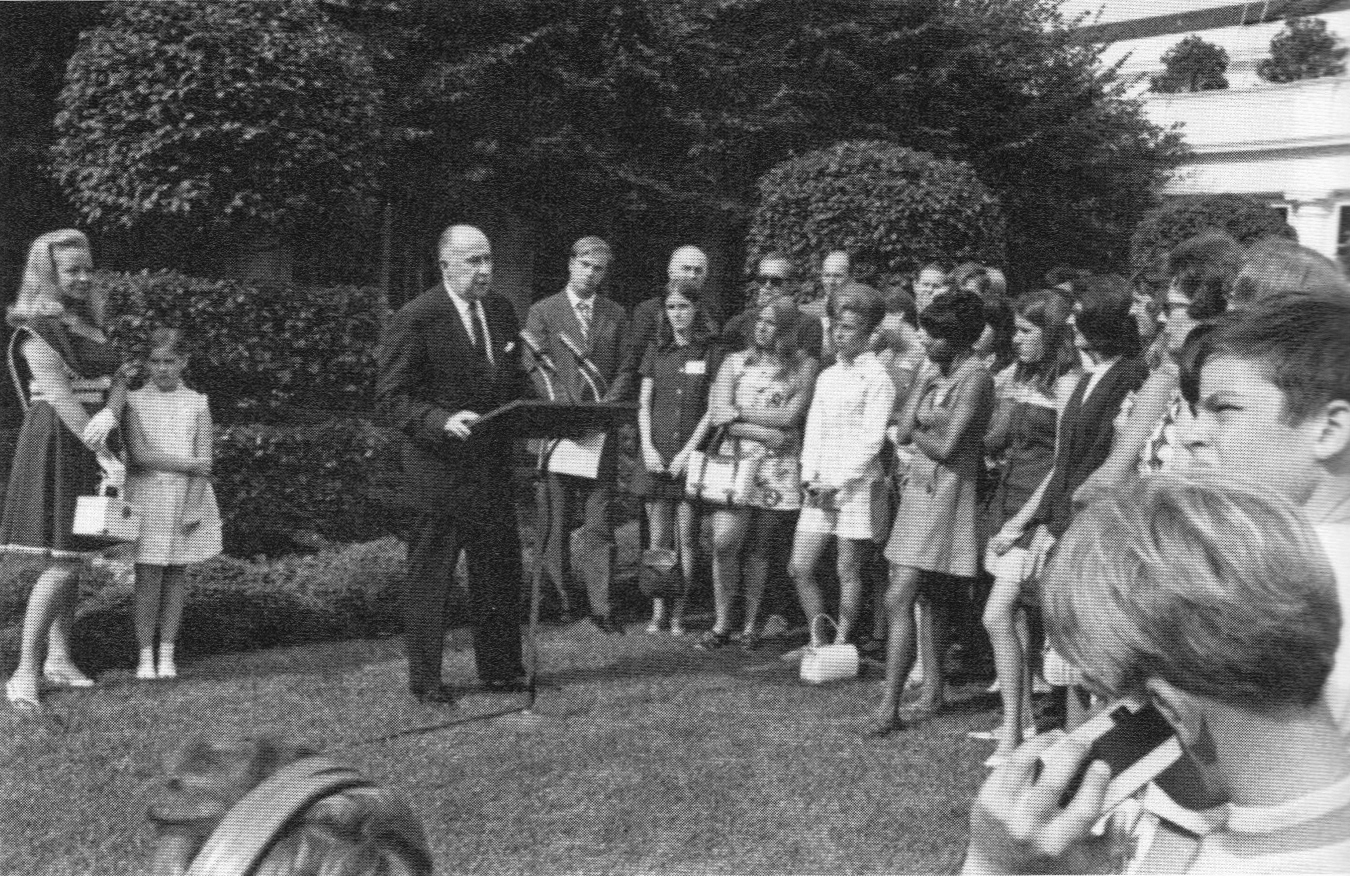
Джон Митчелл произносит речь в Розовом саду. Его жена стоит слева.

В декабре 1957 года Марта вышла за Джона Н. Митчелла, преуспевающего юриста с Манхэттена. Супруги купили дом на территории клуба «Апавами». В 1961 году у них родилась дочь Марти. В 1968 году новый президент США Ричард Никсон назначил Джона Митчелла генеральным прокурором. В связи с этим Митчеллы переехали в Вашингтон и поселились в престижном жилом комплексе «Уотергейт» (их дом оценивался на тот момент в 140 000 долларов).
Марта Митчелл впервые привлекла внимание СМИ после того, как в ноябре 1969 года в интервью телерепортёру сравнила мирные демонстрации в Вашингтоне, с революцией в России. Она имела привычку вечером выпивать, а затем звонить журналистам с политическими сплетнями или информацией, которую она узнавала, просматривая бумаги мужа и подслушивая его разговоры. В связи с этим Митчелл прозвали «Марта-болтушка» или «Южная болтушка». Кроме того, она обрела известность как яркая светская львица, регулярно появляясь на телевизионных ток-шоу и в развлекательных программах, таких как «Хохмы Роуэна и Мартина». К ноябрю 1970 года, по данным опроса Gallup, 76% американцев знали, кто такая Марта Митчелл. Её фото появилось на обложке журнала Time в выпуске, посвящённом самым влиятельным женщинам Вашингтона. 
Никсон назначил Джона Митчелла главой Комитета по переизбранию Президента (англ. Committee for the Re-Election of the President; часто сокращённо CRP, или уничижительно «CREEP») для кампании 1972 года. Во время кампании Митчелл начала жаловаться своим контактам в СМИ, что команда Никсона прибегает к «грязным трюкам» для победы на выборах. В июне 1972 года Митчеллы отправились в Ньюпорт-Бич, Калифорния, для участия в мероприятиях по сбору средств, и там прокурору сообщили о проникновении со взломом в штаб-квартиру Национального комитета Демократической партии в здании «Уотергейт». Он немедленно провёл пресс-конференцию, заявив о непричастности CRP. После этого Митчелл вернулся в Вашингтон, а жену оставил в Калифорнии. Он нанял бывшего агента ФБР Стива Кинга, чтобы обеспечить безопасность Марты, не дать ей что-то узнать о проникновении и связаться с журналистами. Тем не менее на следующей неделе Митчелл получила экземпляр газеты Los Angeles Times, из которого узнала, что Джеймс У. Маккорд-младший, директор службы безопасности CRP и телохранитель её дочери, оказался среди арестованных. Это противоречило официальной версии Белого дома о том, что взлом не связан с CRP, и вызвало у неё подозрения. Митчелл безуспешно пыталась связаться с мужем по телефону, в конце концов сообщив одному из его помощников, что её следующий звонок будет в прессу.
Поздно вечером 22 июня Митчелл позвонила Хелен Томас из United Press International. Митчелл рассказала, что намерена развестись с мужем, но внезапно разговор оборвался. Когда Томас перезвонила, оператор отеля сообщил, что Митчелл «не может говорить» из-за плохого самочувствия. Тогда журналистка позвонила Джону Митчеллу, но тот не показался ей обеспокоенным и сказал: «Марта немного расстраивается из-за политики, но она любит меня, и я люблю её, и это самое важное». Томас была уверена, что кто-то забрал телефон из рук Митчелл. Её рассказ о случившемся широко освещался в новостях, многие СМИ пытались найти Митчелл для интервью. Через несколько дней Марсия Крамер, опытный криминальный репортёр газеты New York Daily News, выследила Митчелл в загородном клубе Westchester Country Club в Рае и увидела, что та избита, а на руках у неё «невероятные» синяки.
В первом из интервью, данных после этих событий, Митчелл рассказала, что во время Уотергейтского скандала её удерживали в калифорнийском отеле, и Кинг вырвал телефонный шнур из стены. После нескольких попыток побега с балкона она подверглась физическому насилию со стороны пяти мужчин. Личный адвокат Никсона Герберт В. Калмбач, вызванный в отель, решил вызвать врача для введения Митчелл транквилизатора. Этот инцидент заставил её бояться за свою жизнь.
Новости о Митчелл вызвали огромный интерес читателей крупных СМИ, включая The Times, The Washington Post и The New York Daily News. Помощники Никсона, чтобы дискредитировать жену прокурора, заявили, что у неё проблемы с алкоголем, что было правдой, и предположили, что она проходит лечение в психиатрической больнице Сильвер-Хилл в Коннектикуте. Митчелл, со своей стороны, долго пыталась защитить мужа, считая, что его пытаются сделать «козлом отпущения», и призывая дать показания против Никсона. Вскоре после взлома Джон Митчелл подал в отставку, сославшись на желание проводить больше времени с семьёй. В сентябре 1973 года Митчеллы расстались: Джон внезапно покинул семейный дом вместе с дочерью. 1 января 1975 года он был признан виновным в даче ложных показаний, препятствовании правосудию и заговоре в связи с его участием в Уотергейтском скандале отбыл 19 месяцев. Митчеллы никогда больше не виделись.
Из-за участия Марты в скандале её отвергли почти все члены семьи (кроме сына). Лишь в феврале 1975 года Маккорд, осуждённый за участие в Уотергейтском взломе, признал, что Митчелл была «по сути похищена», и подтвердил её рассказ. Он рассказал, что Герберт Реймонд Холдеман и другие высокопоставленные помощники Никсона завидовали популярности Марты в СМИ и стремились её опорочить. В 1977 году Никсон в интервью Дэвиду Фросту заявил, что Марта отвлекала мужа, и тот уделял недостаточно внимания к важным вопросам. По словам Никсона, «если бы не Марта Митчелл, не было бы никакого Уотергейта». Кинг отрицал обвинения в похищении и никогда не привлекался к ответственности.
В 1973 году Митчелл начала писать свои мемуары, но, опасаясь, что это лишит её финансовой поддержки со стороны мужа, она так и не подписала контракт. В апреле 1974 года она стала приглашённым ведущим программы «Панорама» на вашингтонском телеканале WTTG; эта работа продлилась всего неделю.
В 1975 году Митчелл заболела. Её поддерживал небольшой круг друзей, включая репортёра и биографа Уинзолу МакЛендон. Адвокат, участвовавший в споре о выплате алиментов, описывал Марту как «отчаянно больную, без средств и без друзей». За ней ухаживал сын, который иногда выступал в роли её официального представителя. В последние дни жизни Митчелл выживала за счёт пожертвований от сочувствующих сторонников.
Страдая от множественной миеломы, 31 мая 1976 года Митчелл впала в кому и умерла в больнице Memorial Sloan Kettering в Нью-Йорке в возрасте 57 лет. Прощание прошло в Первой пресвитерианской церкви (Митчелл была пресвитерианкой). Анонимный донор прислал большой букет цветов с надписью «Марта была права». Митчелл похоронили на кладбище Беллвуд в Пайн-Блаффе рядом с матерью и бабушкой. Её дочь Марти и Джон Митчелл присутствовали на церемонии, причём Митчелл на правах законного мужа закрыл похороны для публики. Жители Пайн-Блаффа, поклонники Марты и представители прессы выстроились вдоль улиц и вокруг кладбища.

## Имидж
По данным опроса Gallup, проведённого в ноябре 1970 года, 33 % людей, слышавших о Марте Митчелл, были отрицательного мнения о ней и 43 % — положительного. Она была известна любовью к гламурной и женственной моде. Митчелл имела репутацию яркой личности, но те, кто её знал, рассказывали, что она часто испытывала тревогу перед посещением публичных мероприятий, хваталась за руку друга, дрожала или даже плакала.
В июле 1971 года Митчелл отказалась сделать реверанс перед британской королевой Елизаветой II, заявив: «Я считаю, что американская гражданка не должна кланяться иностранным монархам». Граф Линдсей из Королевской гвардии Шотландии написал Митчелл письмо с критикой и в заявлении для прессы сказал: «Есть надежда, что она научится хорошим манерам. Она глупая женщина. Если она будет продолжать так болтать, её будут ругать».
Майра Макферсон из The Washington Post писала, что для одних Митчелл была дерзкой и напыщенной женщиной, а для других — героиней, которая боролась с либеральной вседозволенностью, приведшей к хаосу в стране. National Review отмечала:
Марта Митчелл привнесла в администрацию Никсона долгожданную нотку эксцентричности и искреннего юмора. Пресса, воспользовавшись редкой возможностью, стала эксплуатировать её. То, что изначально было невинными шутками, превратилось в медийные события. Во время Уотергейтского скандала её неудачная телевизионная карьера стала ещё одним и, наконец, достойным сожаления примером способности СМИ эксплуатировать и поглощать уязвимых людей.

## Память
Гаррет Графф, автор книги «Уотергейт: Новая история», утверждает, что статус Митчелл как разоблачителя был проигнорирован во многом из-за мизогинии того времени. Он отмечает, что Митчелл «предупредила Америку о надвигающейся угрозе, но её предупреждения были проигнорированы. Она заслуживает гораздо большей роли в нашем понимании истории Уотергейта». Через три года после смерти Митчелл журналистка из Вашингтона и сотрудница Митчелл Уинзола МакЛендон опубликовала её биографию под названием «Мартa: Жизнь Марты Митчелл».

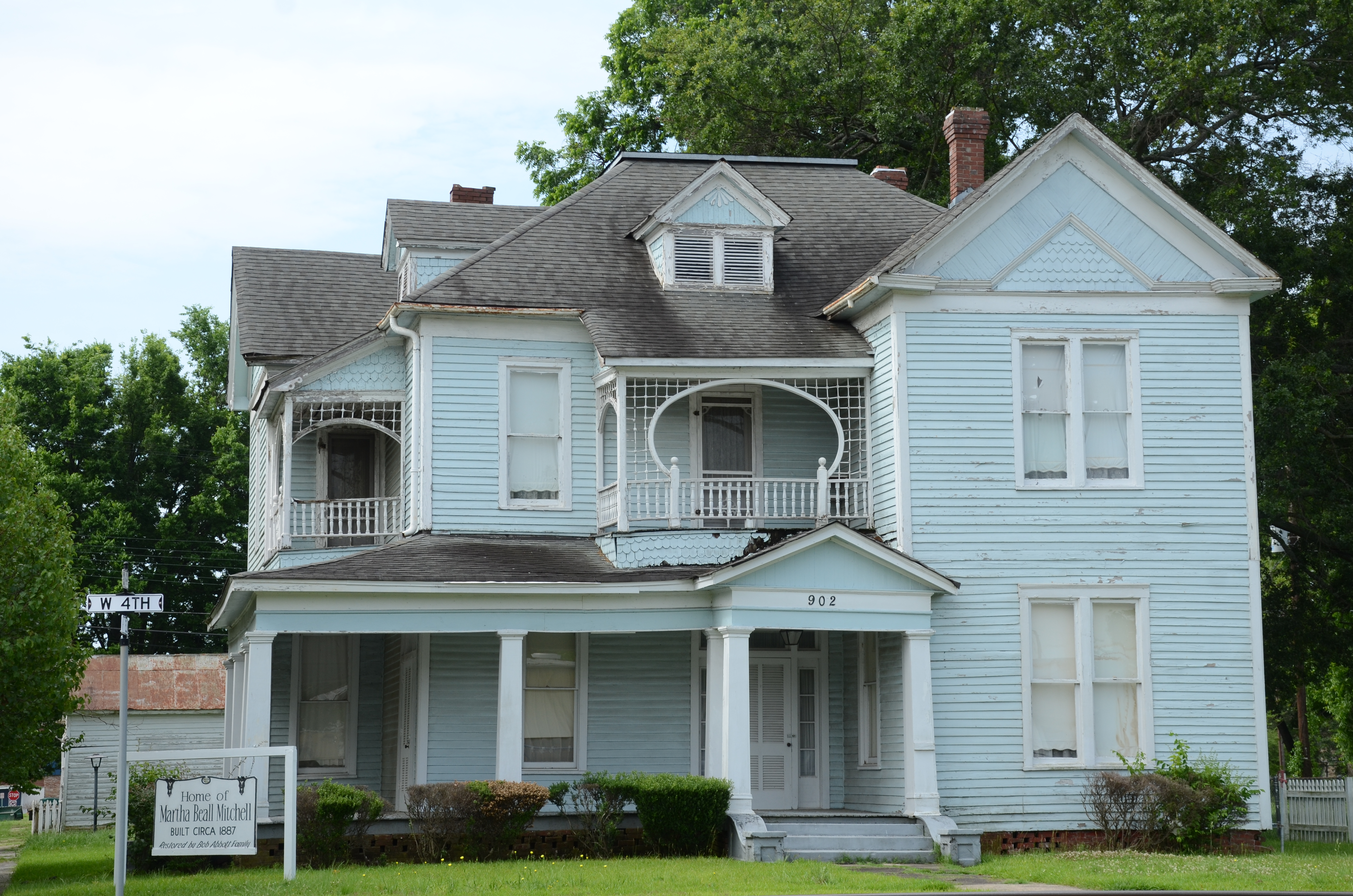
Дом детства Марты Митчелл

Место рождения и дом детства Митчелл были внесены в Национальный реестр исторических мест в 1978 году. Участок автомагистрали США 79 в Пайн-Блаффе назван в её честь «Автострадой Марты Митчелл», а бюст, установленный в центре общественных мероприятий Пайн-Блаффа, снабжён табличкой с цитатой: «Вы узнаете истину, и истина сделает вас свободными».
В 2022 году Боб Вудворд и Карл Бернстайн подтвердили, что весной 1974 года Митчелл пригласила их осмотреть документы, оставленные Джоном Митчеллом в их квартире в Нью-Йорке. Она сказала: «Пожалуйста, прижмите его. Надеюсь, вы поймаете этого ублюдка».
- В комедийном альбоме Лили Томлин This Is a Recording (1971) есть трек Mrs. Mitchell, в котором героиня по имени Эрнестин беседует с Мартой Митчелл.
- В 2004 году на офф-бродвейской сцене состоялась премьера пьесы Джона Джетера «Грязные трюки», посвящённой Марте Митчелл[34].
- В фильме Оливера Стоуна «Никсон» (1995) Марту Митчелл сыграла Мэдлин Кан.
- Первый эпизод подкаста «Slow Burn», озаглавленный «Марта», рассказывает об участии Митчелл в Уотергейтском скандале[14].
- Роль Марты Митчелл в Уотергейтском скандале показана в 13-м эпизоде шестого сезона «Пьяной истории» (2018), где её сыграла Ванесса Байер[35].
- В политическом триллере «Газлит» (2022), основанном на подкасте Slow Burn, Митчелл сыграла Джулия Робертс.
- В честь Митчелл назван Эффект Марты Митчелл, при котором психиатр ошибочно или намеренно принимает истинные, но экстраординарные утверждения пациента за бред.
- Марта Митчелл упоминается Ричардом Никсоном как помеха в выпуске «Фантастической четвёрки» №123, опубликованном в июне 1972 года.
- Альбом Captain Sensible Women and Captains First (1982) включает песню Martha Mouth.
- Эффект Марты Митчелл — документальный фильм, снятый по архивным материалам, рассказывает историю Митчелл в контексте Уотергейтского скандала[36]. Был номинирован на «Оскар» в категории «Лучший короткометражный документальный фильм»[37].